# Fontaine de la Croix-de-Pierre
La fontaine de la Croix-de-Pierre, est une fontaine située sur la place, au cœur du quartier de la Croix-de-Pierre, au bas de la rue des Capucins, au carrefour des rues Saint-Vivien et Saint-Hilaire, à Rouen.

## Historique
Une première fontaine est construite en 1517, à côté d'une croix de pierre édifiée en 1197 par l'archevêque Gautier de Coutances. Elle est alimentée par la source de Carville. Démolie par les calvinistes en 1562, elle est ensuite restaurée. En 1774, la croix de pierre est démolie, une croix surmonte alors la fontaine, qui lui donne le nom connu aujourd'hui.
En 1792, la croix est remplacée par un buste de Marat, avant d'en être retiré en 1795.
Abîmée, la fontaine est restaurée en 1816 et reconstruite en 1870 à l'identique par l'architecte Eugène Barthélémy, le sculpteur rouennais Alphonse Jean et le statuaire parisien Fulconis. L'originale est déplacée dans le square André-Maurois, le jardin du musée des antiquités. De style gothique, c'est la plus ancienne fontaine existante à Rouen.